# Smithfield (Virginie-Occidentale)
Pour les articles homonymes, voir Smithfield.
La ville de Smithfield est située dans le comté de Wetzel, situé dans l’État de Virginie-Occidentale, aux États-Unis. Sa population s’élevait à 145 habitants lors du recensement de 2010, estimée à 157 habitants en 2016.

## Histoire
La ville doit son nom à Henry Smith, qui y a installé un commerce, une banque et une poste alors que le comté connaissait un boom pétrolier.